# Leonardo Chiariglione
Leonardo Chiariglione (Almese, 30 gennaio 1943) è un ingegnere italiano.
È noto per aver fondato, insieme a Hiroshi Yasuda, l'MPEG, un gruppo internazionale di esperti che ha prodotto i noti standard audio-video MPEG-1, MPEG-2 e l'MP3, ed altri. Il prof. Karlheinz Brandenburg accredita a Chiariglione, in particolare, la visione dell'importanza degli standard nelle tecnologie audio-video dell'epoca di Internet.

## Biografia
Dopo aver conseguito la maturità classica presso il Liceo salesiano Valsalice di Torino, si laurea in ingegneria elettronica nel 1967 al Politecnico di Torino. Ha poi conseguito il dottorato in comunicazioni elettriche (Ph.D.) nel 1973 presso l'Università di Tokyo. 
Dal marzo 1971 fino al luglio 2003, ha lavorato come ricercatore e manager di ricerca presso lo CSELT (oggi Telecom Italia Lab), il centro ricerche aziendale dapprima del gruppo IRI-STET divenuto, nel 1997, della sola Telecom Italia.
Mentre lavora allo CSELT, nel 1988, fonda, insieme a Hiroshi Yasuda, il gruppo di lavoro internazionale MPEG, il cui numero di aderenti raggiunse le trecento unità. Tale gruppo è costituito da esperti internazionali provenienti da diversi settori dell'audio e video digitali.
Dal 2004 è amministratore delegato di una società di consulenza (CEDEO) che tratta di media digitali.
Chiariglione è, oltre a cofondatore, anche presidente (chairman) ed organizzatore (convener) del gruppo MPEG fin dalle origini.

## L'attività in MPEG
Chiariglione è noto internazionalmente soprattutto per il suo ruolo di ideatore e leader del gruppo MPEG, che ha prodotto standard tecnologici audio-video largamente conosciuti e diffusi anche presso il grande pubblico.
Nel 1988 egli ha avviato l'attività di standardizzazione ISO del MPEG (Moving Pictures Experts Group, ufficialmente ISO TC97/SC2/WG8/MPEG, ora ISO IEC-JTC1/SC29/WG12), che ha prodotto la famiglia di standard MPEG (iniziando da MPEG-1 ed MPEG-2) e lo standard MP3 (acronimo di MPEG-1 Layer 3). Nel 1996 il premio Emmy Engineering Award venne dato alla ISO/IEC per il lavoro sugli standard MPEG-1, MPEG-2 e JPEG. L'MPEG-4 è disponibile dal 2002. MPEG-7 e MPEG-21 sono al momento in fase di sviluppo.

## Altre attività
Chiariglione ha guidato numerosi progetti a livello europeo (IVICO, COMIS, EU 625).
Nel 1994 promosse l'iniziativa DAVIC (Digital Audio Video Council), incentrata sugli standard della Tv digitale.

## Riconoscimenti
- È stato premiato con l'IBC John Tucker award, IEEE Masaru Ibuka Consumer Electronics award e Kilby Foundation award.
- Nel 1999, il prestigioso settimanale Time Digital lo ha incluso nei 50 maggiori innovatori del mondo digitale.[6]
- Nel 2012 è stato insignito della Medaglia Faraday (IET).[7]
- Nel 2014 è stato insignito del prestigioso Premio Marconi per la Creatività.[8]
- Premio Paolo Scolari 2018.[9]
- Premio Columbus nel 2019 per la Scienza e la Tecnologia

## Curiosità
Parla cinque lingue, tra cui il giapponese.